# GONZO
株式会社GONZO（日語：／英語：），是以動畫的企劃、製作及開發為主要營業項目的日本企業，創業於1992年。

另有圖標的LOGO

## 概要
- 義大利語：，為「傻瓜」之意；以往在中國大陸音譯「功造」[3]。
- 1992年發跡後，擅於3DCG與2D結合作畫而在業界名噪一時；但因過度擴張[4]導致負債累累，公司易主、組織重整。

## 沿革
- 1992年9月：「有限会社GONZO」設立。
- 1996年5月：制作CG的「株式会社Digimation」設立。
- 1999年5月：GONZO組織變更為株式会社。
- 2000年2月：控股公司「株式会社Gonzo Digimation Holding」（G.D.H.）設立，GONZO、Digimation子公司化。
- 2000年5月 : 網路相關事業的「株式会社Creators.com」設立。
- 2002年4月：GONZO與Digimation合併，社名變更為「株式会社GONZO DIGIMATION」。
- 2003年11月：以音樂制作及著作權管理為目的之「株式会社Future Vision Music」設立。
- 2004年7月，社名變更：Gonzo Digimation Holding→GDH、GONZO DIGIMATION→GONZO、Creators.com→ G-creators[5]<；11月，GDH股票在東證創業板上市。
- 2005年7月：「株式会社GONZINO」設立；9月，收購「株式会社Warp Gate Online」；11月，Warp Gate Online改名「GONZO Rosso Online」；12月，成立「株式会社GDH資產管理」踏足金融事業。
- 2006年：2月1日，在韓國的「株式会社GK Entertainment」設立。
- 2007年：3月，GONZO Rosso Online吸收合併G-creators，更名為「GONZO Rosso」；6月18日，傳出GDH與中國大陸深圳力合数字电视將合資成立「上海力合功造传媒」的消息[6][7][8]；12月17日，正式宣布於2008年1月設立「力合功造（寧波）文化發展有限公司」[9]。
- 2008年9月：GDH遭「岩風資產管理」大量收購股份；11月，GDH資產管理的股份從GDH全數讓渡至自己持有。
- 2009年：1月23日，GDH與台灣中華電信MOD合作推出動畫頻道「GONZO CHANNEL」[10]；3月31日，GDH全數出脫GONZO Rosso持股；4月，GDH裁併GONZO、以GONZO之名重回業界；7月，東證公告除牌；10月，將GK Entertainment全數持股賣給GKH。
- 2012年：3月31日，清算海外公司「GDH (M) SDN.BHD.」；7月9日，將Future Vision Music賣給創通。
- 2016年：7月14日，旭通DK宣布收購GONZO股份並納入旗下[2]。

## 大事記
- 1992年，动画制片人村滨章司、动画导演前田真宏和樋口真嗣等人组建GONZO，其中村滨章司出资300万日元。当年他们接手的第一份工作是为MTV《ROCKET DIVE》制作一只3D的宇宙船。其後工作均以美術為主。
- 1996年，GONZO为SEGA的角色扮演遊戲《LUNAR》制作过场动画，公司名號因此為人知曉。
- 1998年，名作《青之6号》登场，為該公司第一部獨立製作。该动画是在日本动画史上第一次大量使用3DCG技术与2D绘画结合的作品。GONZO自此一举成名，成為創作派動畫的龍頭。
- 2000年，GONZO推出第一套電視動畫作品《銀河冒險戰記》。
- 2002年4月，GONZO与Digimation合併成立GONZO DIGIMATION。主要业务内容是动画作品制作，版权管理及销售管理，3DCG的企划制作，周边产品推广等，公司固定资产突破2亿。這亦促使母公司GDH於2004年成為上市公司。
- 2005年9月，收購Warp Gate Online，首次涉足網絡遊戲市場。
- 2006年，GDH無法達致預定盈利，收入大幅減少，製作亦被指不符合新一代動畫迷的口味。負責人村滨章司因管理不善被迫下台，由社长降为取缔役，接任人為藤田纯二。同年GONZO曾打算将电影《银发阿基德》打入中国市场，后因未获中国国内影视审批机构批注而放弃。
- 藤田社長上任後，於2006年至2008年製作更多的商業動畫作品。此外，GONZO亦嘗試開通中、歐美市場，讓作品邁向國際化，惟市場調查不夠透徹導致成效不足，財務狀況依然惡劣、多項企劃終止，尤其在2006年的15週年紀念作品《殼中少女》OVA也夭折。
- 2008年3月，GDH的年度结算中负债資產超过东证的规定，4月1日GDH的股票进入“犹豫期”；9月10日，投資公司「岩風資產管理」宣布對GDH進行股份公開收購，總增資金額日幣21億3000萬元[11][12]。
- 2009年4月1日，創辦人村滨章司離去、另設公司Lambda Film；GDH宣佈与子公司GONZO合併，企業商號統合、承繼品牌為「GONZO」[13]。但公司重整未見起色，終被东证公告於7月30日除牌[14]。
- 2010年8月，由於之前經營不善、人員紛紛出走，GONZO開始重新招募製作團隊。
- 2011年2月，GONZO公佈20週年紀念作品《最後流亡-銀翼的飛夢-》。
- 2016年7月，旭通DK宣布收購GONZO；12月27日，旭通DK發布公告表示，GONZO在被收購前可能透過不正當的會計處理隱瞞10億2千5百萬日圓的資不抵債，旭通已成立特別調查委員會清查其財務狀況[15][16]。
- 2017年2月20日，旭通DK調查隱瞞債務結果給予社長三年間減俸月薪30%、副社長去職處分[17]。

## 主要作品

### 電視動畫
2000年
- 銀河冒險戰記（ヴァンドレッド）
- 捍衛者（ゲートキーパーズ）

2001年
- 銀河冒險戰記 the second stage（ヴァンドレッド the second stage）
- 武俠派女子高生（SAMURAI GIRL リアルバウトハイスクール）
- 厄夜怪客（HELLSING）
- 太空戰士：無限（FF：U ～ファイナルファンタジー:アンリミテッド～）

2002年
- 最終兵器彼女（最終兵器彼女）
- 驚爆危機（フルメタル・パニック!）
- 天使特警（キディ・グレイド）
- 超重神GRAVION（超重神グラヴィオン）

2003年
- 钢铁守护者（GAD GUARD）
- 萬花筒之星（カレイドスター）
- 最後流亡（LAST EXILE）
- DigiGirl POP!（デジガールPOP!）
- PEACE MAKER鐵
- 聖槍修女（クロノクルセイド）

2004年
- 超重神GRAVION Zwei（超重神グラヴィオンZwei）
- 爆裂天使（爆裂天使）
- 殺戮都市（GANTZ）
- 七武士（SAMURAI 7）
- 沙漠神行者（砂ぼうず）
- 巖窟王（巌窟王）

2005年
- 變形金剛 銀河原力（トランスフォーマー ギャラクシーフォース）
- BASILISK甲賀忍法帖（バジリスク 〜甲賀忍法帖〜）
- 極速攝殺（SPEED GRAPHER）
- 聖魔之血（トリニティ・ブラッド）
- 曙光少女（SoltyRei，與AIC合力製作）
- 黑貓

2006年
- 魔女之刃
- 玻璃艦隊（ガラスの艦隊，與SATELIGHT合力製作）
- 歡迎加入NHK!（N・H・Kにようこそ!）
- 非戰特攻隊：帝國陸軍情報部第3課（パンプキン・シザーズ，與AIC共同製作）
- 血色花園（RED GARDEN）
- 雙面騎士（由Production I.G外包出來）

2007年
- 月面兔兵器米娜（月面兎兵器ミーナ）
- 羅密歐×茱麗葉（ロミオ×ジュリエット）
- 瀨戶的花嫁（瀬戸の花嫁，與AIC共同製作）
- 風之聖痕（風のスティグマ）
- 地球防衛少年（ぼくらの）
- 爆炸頭武士（アフロサムライ）
- 龍鳴

2008年
- 十字架與吸血鬼（ロザリオとバンパイア）
- 迷宮塔 ～烏魯克之盾～（ドルアーガの塔 〜the Aegis of URUK〜）
- S·A特優生（S・A～スペシャル・エー～，與AIC共同製作）
- 武裝機甲（鉄のラインバレル）
- Strike Witches（ストライクウィッチーズ）
- BLASSREITER（ブラスレイター）
- 十字架與吸血鬼CAPU2（ロザリオとバンパイアCAPU2）

2009年
- 迷宮塔 ～烏魯克之劍～（ドルアーガの塔 〜the Sword of URUK〜）
- 香格里拉（シャングリ・ラ）
- 天才麻將少女（第1至14集主製作，第15至25集協力）
- 爆炸頭武士RESURRECTION（アフロサムライ：レザレクション）

2011年
- 吸血猫（にゃんぱいあ）
- 最後流亡-銀翼的飛夢-（ラストエグザイル-銀翼のファム-）

2012年
- Ozuma（オズマ，與LandQ Studios共同製作）

2013年
- 絕對防衛利維坦（絶対防衛レヴィアタン）
- 小鎮有你（君のいる町）
- 狗與剪刀必有用（犬とハサミは使いよう）

2014年
- Blade & Soul（ブレイドアンドソウル）

2015年
- 那就是聲優！（それが声優!）

2016年
- 蒼之彼方的四重奏（蒼の彼方のフォーリズム）

2017年
- 秋葉原之旅 -THE ANIMATION-（AKIBA'S TRIP -THE ANIMATION-）
- 18if（18if）
- Robomasters：The Animated Series（與DandeLion Animation Studio共同製作）

| 中文名稱                       | 日文名稱 | 播出時間                | 導演       | 原作類別 | 備註   |
| 2018年                         | 2018年   | 2018年                  | 2018年     | 2018年   | 2018年 |
| ------------------------------ | -------- | ----------------------- | ---------- | -------- | ------ |
| 妖怪旅館營業中                 |          | 4月2日－9月24日         | 奧田佳子   | 輕小說   |        |
| 宇宙戰艦提拉米斯               |          | 4月3日－6月26日         | 池畠博史   | 漫畫     | 第1期  |
| 宇宙戰艦提拉米斯II             |          | 10月1日－12月24日       | 池畠博史   | 漫畫     | 第2期  |
| 火之丸相撲                     |          | 10月5日－2019年3月29日  | 山本靖貴   | 漫畫     |        |
| 產子救世錄                     |          | 10月9日－12月25日       | 元永慶太郎 | 遊戲     |        |
| 聖鬥士星矢 聖鬥少女翔          |          | 12月24日－2019年2月25日 | 玉川真人   | 漫畫     |        |
| 2019年                         |          |                         |            |          |        |
| 觸地騎士                       |          | 7月31日－10月16日       | 佐佐木勅嘉 | 原創     |        |
| 夢幻之星Online2 EPISODE ORACLE |          | 10月7日－播放中         | 橘正紀     | 遊戲     |        |

### OVA
- 青之六号（青の6号，1998年）
- 銀河少女警察（メルティランサーTHE ANIMATION，1999年）
- 捍衛者21（ゲートキーパーズ21，2002年）
- 戰鬥妖精雪風（グッドラック 戦闘妖精雪風，2002年）
- 萬花筒之星 鳳凰傳說（カレイドスターOVA レイラ・ハミルトン物語，2005年）
- 爆裂天使 -INFINITY-（爆裂天使 -インフィニティ-，2007年）
- Strike WitchesOVA（ストライクウィッチーズ，2007年）
- Red Garden OVA:Dead Girls （2007年）
- 瀨戶的花嫁 OVA 仁（瀬戸の花嫁，2008年，與AIC合力製作）
- 瀨戶的花嫁 OVA 義（瀬戸の花嫁，2009年，與AIC合力製作）
- 超級街頭霸王IV（スーパーストリートファイターIV，2010年，Xbox 360限定版特典）
- 7SEEDS 幻海奇情（7SEEDS，2019年，Netflix獨佔作品）

### 動畫電影
- 銀髮阿基德（銀色の髪のアギト，2006年）
- 勇者物語（ブレイブ ストーリー，2006年）
- 天使特警 劇場版（キディ・グレイド 劇場版，2007年）
- 魔兵驚天錄：噬血宿命（BAYONETTA Bloody Fate，2013年）

### 網路放映
- 變種危機（i-wish you were here-，2001年）
- Copihan（こぴはん，2011年）

### 其他
- Macross Dynamite 7（マクロス ダイナマイト7）OP／ED（原製作：Ashi Productions、1997年）
- 電車男OP
- Breaking The Habit MV - Linkin Park

## 外部連結
- GONZO官方網站 （页面存档备份，存于）（日語）
- GDH官方網站（日語）[]
- GONZO-Channel （页面存档备份，存于）（Ustream）（日語）
- YouTube上的GONZO頻道（日語）
- YouTube上的GONZODOGA頻道（日語）